# فکر رو بذار برای بعد
فکر رو بذار برای بعد (به انگلیسی: THINK LATER) دومین آلبوم استودیویی خوانندهٔ کانادایی تیت مک‌ری می‌باشد که در ۸ دسامبر سال ۲۰۲۳ از سوی آرسی‌ای رکوردز منتشر گردید. تک‌آهنگ اصلی آلبوم تحت نام «حریص» در ۱۵ سپتامبر سال ۲۰۲۳ و به‌دنبال آن «روابط گذشته» در ۱۷ نوامبر سال ۲۰۲۳ منتشر شد، تک‌آهنگ تبلیغاتی «فلنگ را بستن» نیز در ۸ دسامبر سال ۲۰۲۳ منتشر گردید. مک‌ری در سال ۲۰۲۴ تور کنسرت‌هایی را در اروپا، آمریکای شمالی و اقیانوسیه به‌منظور حمایت و تبلیغ از این آلبوم آغاز کرد.